# Rifamycine
Rifamycine sind makrocyclische Lactame, sie bezeichnet eine Gruppe von Antibiotika, die von Bakterien aus der Familie der Pseudonocardiaceae (in der Ordnung der Actinomycetales) erzeugt werden, vor allem von der Gattung Amycolatopsis. Sie können aber auch synthetisch hergestellt werden. Rifamycine wirken gegen verschiedene Bakterien, vor allem gegen Bakterien aus der Gattung der Mykobakterien. Sie finden insbesondere bei der Therapie von Tuberkulose, Lepra und der atypischen Tuberkulose, Mycobacterium Avium Complex (MAC) Verwendung. Wichtigster Vertreter der Gruppe ist Rifampicin.

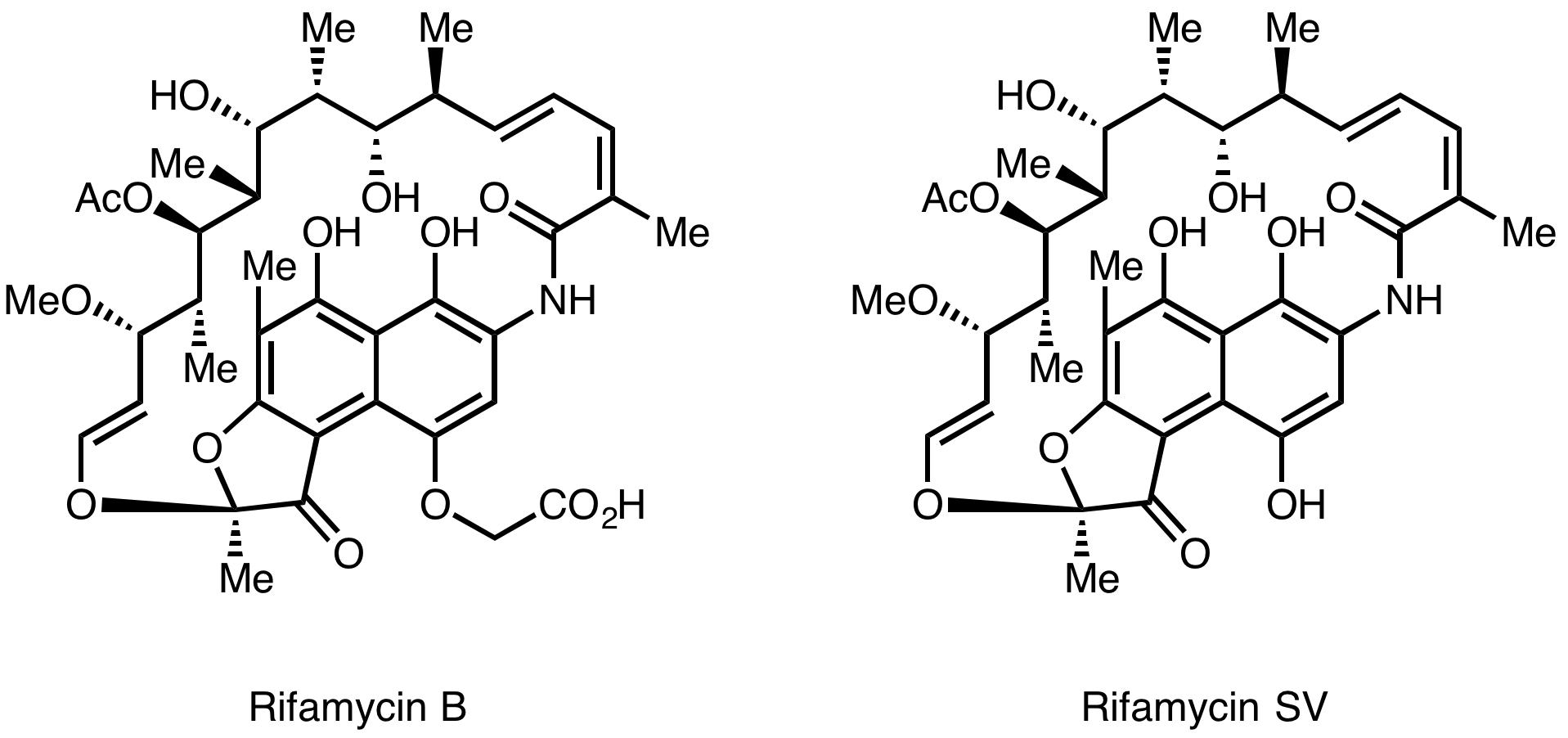
Rifamycine enthalten einen Lactam-Ring

## Entdeckung
Die ersten Rifamycine wurden 1957 durch Fermentation von Amycolatopsis mediterranei in einem Laboratorium der Gruppo Lepetit SpA in Mailand von Piero Sensi und Pinhas Margalith isoliert. Sie entdeckten sieben verschiedene Rifamycine, die sie Rifamycin A, B, C, D, E, S und SV nannten. Amycolatopsis mediterranei war damals noch unter dem Namen Streptomyces mediterranei bekannt, die Art wurde erst 1986 der korrekten Gattung zugeordnet. Molekularbiologische Untersuchungen von 2004 an den Rifamycin-produzierenden Bakterienstämmen führten zu der Erkenntnis, dass diese eine eigene Art darstellen, die als Amycolatopsis rifamycinica bezeichnet wird.
Rifamycin B fand zuerst kommerzielle Verwendung. Das Unternehmen Lepetit ließ den Stoff 1958 im Vereinigten Königreich und 1959 in den Vereinigten Staaten patentieren. Das Medikament fand schnell breiten Einsatz in der Therapie von Tuberkulose in den 1960er Jahren.

## Rifamycin-Derivate
1966 brachte Lepetit unter dem Namen Rifampicin, ein oral anwendbares Rifamycin auf den Markt. 1975 wurde Rifabutin ein Derivat von Rifamycin S entwickelt, das 1991 auf den US-Markt kam. Rifapentin wurde 1999 von Hoechst Marion Roussel (heute Sanofi-Aventis) entwickelt. Rifaximin, ein halbsynthetisches Derivat von Rifamycin, ist ein bakterizides orales Breitbandantibiotikum, das nur im Darm wirkt.

## Wirkmechanismus
Wie andere Antibiotika der Rifamycin-Gruppe binden Rifamycine irreversibel an die Beta-Untereinheit der prokaryotischen DNA-abhängigen RNA-Polymerase. Auf diese Weise blockiert es die Bindung des Enzyms an die DNA und damit die Initiierung der Kettenbildung. Durch die Unterdrückung der DNA-Transkription wird letztlich die Proteinsynthese gehemmt. Die Wirkung von Rifamycinen ist bakterizid.